# Briefmarken-Jahrgang 1931 der Deutschen Reichspost
Der Briefmarken-Jahrgang 1931 der Deutschen Reichspost umfasste acht Sondermarken, eine Dauermarke und einen Ergänzungswert zu den Dienstmarken. Zu einigen Briefmarken gibt es keine verlässliche Angabe der Auflagenhöhe.

## Liste der Ausgaben und Motive
Legende
- Bild: Eine bearbeitete Abbildung der genannten Marke. Das Verhältnis der Größe der Briefmarken zueinander ist in diesem Artikel annähernd maßstabsgerecht dargestellt. Sollten keine Marken abgebildet sein, liegt es daran, dass das Urheberrecht des Künstlers noch nicht erloschen ist.
- Beschreibung: Eine Kurzbeschreibung des Motivs und/oder des Ausgabegrundes. Bei ausgegebenen Serien oder Blocks werden die zusammengehörigen Beschreibungen mit einer Markierung versehen eingerückt.
- Wert: Der Frankaturwert der einzelnen Marke in Pfennig. Ein „+“ bedeutet, dass es sich um eine Zuschlagsmarke handelt (= Frankaturwert + Spende).
- Ausgabedatum: Das Datum des erstmaligen Verkaufs dieser Briefmarke.
- Gültig bis: Das Datum, an dem die Gültigkeit endete.
- Auflage: Soweit bekannt, wird hier die zum Verkauf angebotene Anzahl dieser Ausgabe angegeben.
- Entwurf: Soweit bekannt, wird hier angegeben, von wem der Entwurf dieser Marke stammt.
- Mi.-Nr.: Diese Briefmarke wird im Michel-Katalog unter der entsprechenden Nummer gelistet.

| Sondermarken | |                  |                       |                   |           |           |       |
| Bild         | Beschreibung | Werte in Pfennig | Ausgabe- datum (1931) | gültig bis        | Auflage   | Entwurf   | MiNr. |
|              | Flugpostmarke Luftschiff LZ 127 Graf Zeppelin                                                                        | 1 Reichsmark     | Mai                   | 31. Dezember 1937 |           | unbekannt | 455   |
|              | Polarfahrt mit LZ 127 - Flugpostserie mit Aufdruck „Polarfahrt 1931“                                                 | 1 Reichsmark     | 20. Juli              | 30. November 1931 |           | unbekannt | 456   |
|              | - Flugpostserie mit Aufdruck „Polarfahrt 1931“                                                                       | 2 Reichsmark     | 20. Juli              | 30. November 1931 |           | unbekannt | 457   |
|              | - Flugpostserie mit Aufdruck „Polarfahrt 1931“                                                                       | 4 Reichsmark     | 20. Juli              | 30. November 1931 |           | unbekannt | 458   |
|              | Nothilfe Bauwerke - Dresdner Zwinger.                                                                                | 8+4              | 1. November           | 31. August 1932   | 4.679.176 | unbekannt | 459   |
|              | - Breslauer Rathaus                                                                                                  | 15+5             | 1. November           | 31. August 1932   | 4.135.786 | unbekannt | 460   |
|              | - Heidelberger Schloss                                                                                               | 25+10            | 1. November           | 31. August 1932   | 429.333   | unbekannt | 461   |
|              | - Holstentor Lübeck                                                                                                  | 50+40            | 1. November           | 31. August 1932   | 204.854   | unbekannt | 462   |
| Dauermarken  | |                  |                       |                   |           |           |       |
| Bild         | Beschreibung | Werte in Pfennig | Ausgabe- datum (1931) | gültig bis        | Auflage   | Entwurf   | MiNr. |
|              | Ergänzungswert zur Dauermarkenserie Reichspräsidenten Paul von Hindenburg                                            | 4                | 15. Februar           | 31. Dezember 1935 |           |           | 454   |
| Dienstmarken | |                  |                       |                   |           |           |       |
| Bild         | Beschreibung | Werte in Pfennig | Ausgabe- datum (1931) | gültig bis        | Auflage   | Entwurf   | MiNr. |
|              | Dienstmarken (Ergänzungswert zur Ausgabe von 1927) Wertziffer auf sogenanntem “Strohhut- oder auch Korbdeckelmuster” | 4                | 1931                  | 31. Dezember 1936 |           |           | 127   |